# Ewgeni Mikeladze
Ewgeni Mikeladze, gruz. ევგენი მიქელაძე (ur. 1903, zm. 1937) – gruziński muzyk i dyrygent.
W latach 1933–1937 pełnił funkcję kierownika artystycznego Gruzińskiego Teatru Opery i Baletu oraz naczelnego dyrygenta Państwowej Orkiestry Symfonicznej Gruzji. W 1936 przyznano mu tytuł zasłużonego działacza sztuki Gruzińskiej Socjalistycznej Republiki Radzieckiej. Był ceniony nie tylko w ZSRR, ale i w krajach Europy Zachodniej.
W czasie wielkiej czystki w ZSRR, na fali represji wymierzonych w inteligencję i artystów gruzińskich, zorganizowanej przez Ławrientija Berię, został aresztowany. Torturowany w więzieniu przez Bachczo Kobułowa, zastępcę szefa gruzińskiego NKWD, został ostatecznie stracony w 1937. Dodatkową przyczyną, dla której padł ofiarą terroru, mógł być fakt, iż jego żoną była Ketewan Orachelaszwili, córka gruzińskiego działacza bolszewickiego Iwane Orachelaszwilego, który podobnie jak większość miejscowych starych bolszewików został w czasie czystki uwięziony, a następnie stracony. Wdowa po Mikeladzem do 1955 była więziona w łagrze dla małżonek "zdrajców ojczyzny" w Akmolińsku.